# Codex Grandior
El Codex Grandior ("Códice mayor") fue una copia en un solo volumen de gran tamaño de la Biblia en una traducción al latín antiguo, hecha en algún momento del siglo VI por Casiodoro o bajo su pedido. Fue una de varias obras realizadas en el monasterio de Vivarium, fundado por Casiodoro y ubicado cerca de Squillace, Italia.
Este códice probablemente fue adquirido en Italia por Benito Biscop o Ceolfrido en 678 para la biblioteca del nuevo monasterio de Monkwearmouth-Jarrow, en el Reino de Northumbria. El libro ya no existe, pero se cree que se utilizó para crear el Codex Amiatinus, el manuscrito más antiguo que se conserva de la Vulgata latina completa.